# 東哲平
東 哲平（あずま てっぺい、1981年11月15日 - ）は、関西を中心に活躍するDJ・ラジオパーソナリティ・ナレーター。大阪府豊中市出身。血液型B型。追手門学院大学経営学部中退。BLUE SPLASH所属。愛称は「てっぺい」「てぺう」「てっぺいちゃん」。

## 来歴
元々はミュージシャン志望で、中学生の頃に兄から譲り受けたギターで作詞作曲を始め、高校、大学とバンド活動を続ける。
就職後、大学の同級生からの誘いで事務所のマネージャーと顔合わせをして、その日の内にパーソナリティとして所属が決まったが、本人はミュージシャンとして所属すると勘違いしていた。その後、勤めていた会社を退社し、本格的にパーソナリティとして活動を始める。
半年間の隔週のレッスンを受け、2007年3月にホテルで行われたコンサートの司会でデビュー。同年4月にウメダFM Be Happy!789 be free wed、7月よりFM千里COUNTDOWN RADIO SHOWとラジオを中心に活動を開始。その後A☆RINA SHOWで初めてのナレーションを担当。またその頃より、CMのテレビナレーションなども行っている。
顔出しの仕事や、冊子のモデルなども並行で行っていたが、最近はあまり見られない。
2017年でデビュー10年を迎えた。ラジオパーソナリティやナレーターとしても多くの番組を担当し、デビューから現在までレギュラー番組を持ち続けている。

## 人物
中学はバスケ部、高校は放送部部長、美術部部長、ラジオテレビ研究部部長と、色々な部活動を兼務。高校の時は成績は良かった。大学はイベント等を行う学校公認のサークルの部長を1年時から務める。
基礎を疎かにする事を極度に嫌い、デビュー後も自主練は欠かさない。

## 特色
大阪府出身だが、あまり関西弁で喋る事はない。大学在学中の頃から標準語で会話をする練習をしていた為、今もその癖が抜けない。番組にゲストが来た時などは、関西弁で話す。本人曰く、一切飾らず自分をさらけ出して話す事が相手への礼儀と語っている。関西ならではのノリの時は関西弁。主にツッコミを担当。
デビュー当初は二枚目キャラで出演していたが、番組内でイジられる様になり徐々に関西人ならではのノリの良さが露呈する。それによりナレーションでも二枚目から三枚目まで、色々なキャラクターを演じる事が出来る様になり、感謝の日々だと語っている。色々な声を使い分け、自分の声の種類に自分だけが分かる名前をつけている。番組内ではモノマネや歌を披露する事も多い。しかし歌は非常に下手に歌う。
座右の銘は「死して尚、美しく」モットーは「自分以外は全て先生」

## 交友関係
多くのミュージシャンと絡む事が多いが、幼稚園から中学校まで同級生の森大輔とプライベートで飲む事も多い。番組内でも「短編小説の様な詩に、映画を見ている様な気持ちにさせてくれる曲、彼は本当の天才」とも語っている。ヴィジュアル系のアーティストとも親交があり、NoGoDのメンバー、umbrellaのメンバーとも仲がいい。この二組は番組内でも最多を誇る出演数。Vorchaosやマイナス人生オーケストラの栗山"HaL"ヰヱス、緇屋"ゆっけ"ノラとも仲が良く、girugameshの左迅にはオネェ系に間違われた事もある。ROAのメンバー坂本マニ真二郎とは公私共々仲がよく、共通の知り合いの漫画家清水栄一、下口智裕とも交友がある。大ファンである人間椅子の和嶋慎二と偶然出会い、熱い思いを伝えそのまま飲みに行った事も明かしている。声優では番組で共演した松野太紀と仲が良く、「人としても、プロとしても色々な事を学ばせて貰った」と語っている。表現者としての取り組み方も大幅に変わったと番組内で語っていた。
兄はマルチタレントのアズマッチ。

## 出演履歴

### 現在の出演番組

#### ラジオ
Be Happy!789
- be sports Friday　毎週 金曜日 17:00-19:00
- Umeda Mid Night Pops　隔週 土曜日 23:00-24:00（日曜日同時刻に再放送あり）

FM千里
- 東哲平のMONO MUSIC QUEST　毎週 土曜日 16:00-17:00

YES-fm
- maido station　毎週 火曜日 10:00-13:00

WBS和歌山放送
- 和歌山音楽解放区〜MUSIC GARAGE〜　毎週 日曜日 21:00-22:00

#### ナレーション
Music Japan TV
- アニメ大好き!アニソンカウントダウンONE　毎週 日曜 19:00～
- アニメ大好き!濃厚アニソンカウントダウン　毎月 第一日曜 21:00～
- ラブラブK-POP　毎月 最終日曜日 18:30～19:00
- ラブKエンタメ　毎月 第2・第4火曜日 20:30～20:45

### 過去の主な出演番組

#### ラジオ
Be Happy!789
- Rockin' Friday
- Be Free wed
- Be Free fri
- be free Thursday　毎週 木曜日 17:30-19:00
- MUSIC SHOW WAVE　毎月 第2・第4火曜日 21:30-22:00
- be gourmet Friday　毎週 金曜日　10:00-12:30
- Billboard Hot Chart

FM千里
- Count Down Radio Show
- 東哲平のMono Music Count Down

ソラトニワ梅田
- Sora × Niwa UMEDA 梅田Swing Mon

#### ゲスト出演
- 武田和歌子のぴたっと。（ABCラジオ）
- Sora × Niwa UMEDA OTA-POP
- Sora × Niwa UMEDA 放課後ノイズ～俺の授業Listen Up!
- 放課後ノイズ祝200回記念SP

#### 特番
Be Happy!789
- Billboard HOT CHART BEST HITS 2012
- Billboard HOT CHART BEST HITS 2013
- Billboard HOT CHART BEST HITS 2014
- Billboard HOT CHART BEST HITS 2015
- Billboard HOT CHART BEST HITS 2016

FM千里
- FM千里 大晦日特番「Count Down Radio Show special edition 2007」
- FM千里 大晦日特番「Count Down Radio Show special edition 2008」
- FM千里 大晦日特番「Count Down Radio Show special edition 2009」
- FM千里 大晦日特番「NEW YEAR COUNTDOWN 2010-2011」
- FM千里 大晦日特番「NEW YEAR COUNTDOWN 2011-2012」
- FM千里 大晦日特番「NEW YEAR COUNTDOWN 2012-2013」
- FM千里 大晦日特番「NEW YEAR COUNTDOWN 2013-2014」
- FM千里 大晦日特番「NEW YEAR COUNTDOWN 2014-2015」
- FM千里 大晦日特番「NEW YEAR COUNTDOWN 2015-2016」
- FM千里 大晦日特番「NEW YEAR COUNTDOWN 2016-2017」
- FM千里 大晦日特番「NEW YEAR COUNTDOWN 2017-2018」
- FM千里 大晦日特番「NEW YEAR COUNTDOWN 2018-2019」
- FM千里 「第1回 国際どうぶつ映画祭 in 神戸」（公開生放送） - メインMC

#### ナレーション
- A☆RINA SHOW
- MUSIC FOCUS

Music Japan TV
- アニメ&特撮大好きO・BA・MA
- K-POP NEXT - ナレーション
- music japan TV 生放送!K-pop総ざらい2012
- music japan TV ルネッサンス
- アニメテーマソング 2015 嫁と駆け抜けた日々 冬･春編
- アニメテーマソング 2016 嫁と駆け抜けた日々
- BAPスペシャル
- iKONスペシャル
- BOYS AND MEN スペシャル VOL.2
- BOYS AND MEN スペシャル VOL.3
- BOYS AND MEN スペシャル VOL.4
- BOYS AND MEN スペシャル VOL.5
- ラブラブK-POPヒッツ!

- Mjスペシャル 乃木坂46
- SKY-HIスペシャル
- 超特急スペシャル
- MUSIC JAPAN TV カウントダウンTOP10シングル
- NCT127スペシャル

イベントVP等ナレーション
- 株式会社NEO DAISEI
- 東京デジタルネットワーク
- オービィ大阪
- 長堀工業
- ミスユニバース大阪大会　会場OPナレーション

#### CM
TVCM
- アシェット ZARD CD&DVD Collection
- CSS コラントッテセーフティシステム
- PORTUS
- PORTUS クリスマスバージョン
- 大阪府立大学
- やぶ市 - ナレーション

ZARD
- 「ZARD SINGLE COLLECTION 〜20th ANNIVERSARY〜」
- 「〜20th ANNIVERSARY〜展」
- 「What a beautiful memory 2007」
- 「What a beautiful memory 2008」
- 「What a beautiful memory 2009」
- 「ZARD フィルムコンサート」
- 「ZARD ALBUM COLLECTION 〜20th ANNIVERSARY〜」
- 「ZARD Forever best～25th Anniversary～」

Chicago Poodle
- 「ODYSSEY」
- 「ナツメロ着うた配信」
- 「さよならベイベー」
- 「僕旅」
- 「キョードー西日本」
- 「FLY 風が吹き抜けていく」
- 「HISTORY I」
- 「シナリオのないライフ」
- 「Life is beautiful」

GARNET CROW
- 「LOCKS」
- 「parallel universe」
- 「stay～夜明けのsoul～」
- 「Misty Mystery」
- 「Nostalgia」
- 「Terminus」
- 「THE ONE 〜ALL SINGLES BEST〜」

愛内里菜
- 「アイノコトバ」
- 「THANX」
- 「MAGIC」
- 「ALL SINGLES BEST ～THANX 10th ANNIVERSARY～」
- 「colors」

Caos Caos Caos
- 「tear drops」
- 「far away 〜青空見上げて〜」
- 「Let's stand up」

Naifu
- 「恋心輝きながら」
- 「ONE」

なついろ
- 「君の涙にこんなに恋してる」
- 「あの夏色の空へと続く」

三枝夕夏 in db
- 「夏の終わりにあなたへの手紙書きとめています」

GIZA compilation album
- 「Christmas Non-Stop Carol」
- 「GIZA studio presents -Girls-」

grram
- 「まぼろしのカタチ」

大野愛果
- 「Silent Passage」

スカパー
- 乃木坂46スペシャルBSスカパー
- MJTV × 倉敷ケーブルテレビ矢掛放送公開収録 E-girlsスペシャル - CMナレーション
- SKE48スペシャル
- ぐるぐるトーキング～HKT48

ラジオCM
- Billboard JAPAN MUSIC AWARD 2010
- Billboard JAPAN MUSIC AWARD 2011
- Billboard JAPAN MUSIC AWARD 2012
- Billboard JAPAN MUSIC AWARD 2013
- Billboard JAPAN MUSIC AWARD 2014
- Billboard JAPAN MUSIC AWARD 2015
- Billboard JAPAN MUSIC AWARD 2016
- 阪神タクシー
- 愛内里菜「ALL SINGLES BEST ～THANX 10th ANNIVERSARY～」
- すし萬 あるにあらん

#### VJ
- Music japan リクエスト
- まいど!おかえりリクエスト!

#### 映像
- M-1特番
- ミルボン
- 映画「アイドルリバーシ アイドル事務所」 - 社長役